# Фикрет Амиров
Фикрет Машади Џамил оглу Амиров (Ганџа, 22. новембар 1922 — Баку, 20. фебруар 1984) био је истакнути азербејџански композитор совјетског периода.
Фикрет Амиров је одрастао у атмосфери азербејџанске народне музике. Његов отац, Масхади Јамил Амиров, био је познати мугам певач („ канәндә “), који је свирао тар и компоновао, укључујући оперу Сеифал Мулк из 1915.
У детињству и раној младости, Фикрет је почео да компонује комаде за клавир. Након што је дипломирао на Музичком колеџу у Гањи, Амиров је уписао Азербејџански државни конзерваторијум, сада познат као Музичка академија у Бакуу, где је био ученик Бориса Зеидмана и Узеира Хаџибејова.
Године 1941, када је нацистичка Немачка напала СССР, Амиров, тада 19-годишњи, позван је у совјетску војску . Рањен је код Вороњежа, хоспитализован и демобилисан из војне службе, враћа се у Баку да настави студије на Државном конзерваторијуму Азербејџана.
Амировљева музика је била под снажним утицајем азербејџанских народних мелодија. Створио је нови жанр под називом симфонијски мугам . Амировљеве симфонијске мугаме су биле засноване на класичним народним делима и изводили су их многи реномирани симфонијски оркестри широм света, као што је Хјустонски симфонијски оркестар којим је дириговао Леополд Стоковски .
Амиров је био плодан композитор. Његова најпознатија дела укључују симфонијска дела као што су „Шур” (1946), Курд Овшари (1949), „Азербејџански капричо” (1961), „Гулустан Бајати-Шираз” (1968), „Легенда о Насимију” (1977), „У спомен херојима Великог народног рата“ (1944), „Двоструки концерт за виолину, клавир и оркестар“ (1948) итд.
Његови балети укључују "Низами" (1947) и Арапске ноћи, који су премијерно изведени 1979. године. Амиров је написао оперу "Севил" 1953. године.
Написао је и бројне комаде за клавир, укључујући „Баладу“, „Ашугову песму“, „Ноктурно“, „Хумореску“, „Лирски плес“, „Валцер“, „Успаванку“ и „Токату“. Написао је и бројне филмске партитуре.
Мишел Кван, светска првакиња у клизању на леду из САД, користила је симфонијски комад Фикрета Амирова „Гулустан Бајати-Шираз“ у свом клизачком програму „Таџ Махал“ 1996. године.

## Живот и каријера
Фикрат Амиров је рођен 22. новембра 1922. године у породици Машадија Џамила Амирова и Дјурдана ханима, град Ганџа. Био је друго дете у породици. Фикрет Амиров је прво почео да свира тар и прати своју сестру Јахши Ханим. Убрзо су својим наступима Фикрет и његова сестра постали успешни у својој школи и присуствовали „Дечјој креативној олимпијади” у Гањи. Током догађаја, свирао је тар да прати своју сестру.
Узеир Хаџибејли, који је дошао у Ганџу да одабере талентоване извођаче, упознаје се са талентом. Фикрет и његова сестра заузели су прво место на такмичењу које је одржано у Гањи, а потом у Бакуу. Убрзо након тога селе се у Баку и Фикрет је уписао Азербејџански државни конзерваторијум (тренутно Музичка академија у Бакуу). Током студентских година наступали су и на концертима са наступима. Због свог успеха и талента, Фикрет је након завршене гимназије 1939. године у Гањи одведен у Баку. Овде је отишао у конзерваторијум уз савет Дирдане Кханум (његове мајке). Млади Фикрет је дошао у Баку да упозна Булбул-а и Булбул га је овде упознао са Узеиром Хаџибејлијем. Узеир бег је открио његов таленат и саветовао га да студира на конзерваторијуму. Фикрет Амиров је први пут боравио у кући својих рођака када је посетио Баку. Затим су се са његовим пријатељем виолинистом преселили у кућу у Дмитровој улици. После служења војног рока студирао је предмет „Основе азербејџанске народне музике“ у класи Узеира Хаџибејлија и почео да компонује своја прва дела у овом стилу.
Од 1930. године у конзерваторијуму је организован Кабинет народне музике за прикупљање народних песама и игара под руководством Узеира Хаџибејлија и Булбула. Булбул, који је водио кабинет, регрутовао је младе композиторе и музичаре. Ишли су на експедиције у разне делове земље, сакупљали фолклорне узорке и давали народне песме и музику за игру са музичким нотама, укључујући дела Јабара Карјагдиоглуа, Сејида Шушинског, Кана Шушинског и других. У овом пројекту учествовао је и Фикрет Амиров, заједно са Асафом Зејналијем, Закиром Багировом, Гара Гарајевом, Сулејманом Аласгаровим, Саидом Рустамовим, Ашрафом Абасовом, Мидхатом Ахмадовом, Мамедсалехом Исмајловим.
1940. године у Азербејџанској државној филхармонији одржавају се честе музичке вечери и концерти. Фикрет Амиров је учествовао на овим концертима и упознао се са делима западних и руских композитора и користио се њиховим музичким језиком. Похађао је и вежбе симфонијског оркестра. Тих година Узеир Хаџибејли је био главна личност која је подстицала Фикрета Амирова као композитора. Борис Зејдман је такође одиграо кључну улогу у каријери композитора.
ИГ Пљам који је Фикратов учитељ клавира написао: Чуо сам колико је напорно радио сваки дан. Сатима и сатима прелазио би преко сваке нијансе разрађујући сваку фразу. Ученици покушавају да опонашају друге док не дефинишу свој пут. Можда је то сасвим природно. Али од самог почетка, Фикратов рад је био оригиналан."
Амиров је био укључен у бројне обавезе везане за музику. Управљао је Азербејџанским позориштем опере и балета (1956-59), председавао је Савезом композитора Азербејџана 1960-их и био на челу Савеза совјетских композитора током 1970-их. Широко уметничко интересовање Амирова обухватало је опере, балете, симфоније, симфонијске песме, симфонијски мугам, свите, капричо, клавирске концерте, сонате, музичке комедије, песме, љубавне песме, клавирске комаде, музику за драмске представе и филмове. Амиров је створио прву азербејџанску лирско-психолошку оперу на савремену тему. Штавише, аутор је првог инструменталног концерта и бајковитог балета у Азербејџану. Најистакнутија дела која су музичара учинила познатим широм света су опера „Севил“ као и балет „Хиљаду и једна ноћ“ настао на основу оријенталних прича.

## Учешће у рату
Дана 27. новембра 1941. 19-годишњи Фикрат Амиров је позван на регрутацију у совјетску војску. Био је уписан у Тбилисију на 3 месеца да студира на курсевима комуникација. По завршетку курса упућен је на Вороњешки фронт 3. јуна 1942. Током тих година, водио је и ансамбл, а такође је научио да свира мандолину, која је руски инструмент. Фикрат Амиров је због болести превремено отпуштен из војске новембра 1942. године. Прво је дошао у Ганџу и овде остао око годину дана и наставио своје радове. Радио је у Државној филхармонији Гања и водио музичку школу и заједно са Мехдијем Мамедовим, главним редитељем Драмског позоришта. Композиторова симфонијска песма „Сећање на хероје Великог отаџбинског рата“, написана 1943. године, такође одражава његове граничне утиске.

## Стил
Његови комади су изграђени на народној традицији Азербејџана и Блиског истока. Међутим, у њима се могу препознати фолклорни елементи било да су азербејџански или арапски, као у случају његовог балета „Арапске ноћи“, његовог „Концерта на арапску тему за клавир и оркестар“ (заједно са Елмиром Назировом) и „Концерта на арапску тему за клавир и оркестар“. Песма слепог Арапа ”. Како је композитор много истраживао пре него што је започео своје радове, у његовим композицијама се могу уочити јаки фолклорни елементи. На пример, пре него што је компоновао свој балет „Арапске ноћи“, посетио је неколико арапских земаља – Ирак, Јемен и Египат – и донео касете и плоче. Његове оркестарске свите, засноване на стилу азербејџанског мугама, често садрже мелодије које подсећају на Римског-Корсакова, Хачатурјана и турску музику. Један од његових раних успеха ван СССР-а била је свита Кјурд Овшари којом је дириговао Леополд Стоковски.

## Композиције
Фикрет Амиров је компоновао низ дела укључујући:
- Арапске ноћи
- Ашугова песма, за клавир
- Азербејџан капричо [8]
- Азербејџан Мугам за оркестар
- Азербејџан Мугам за оркестар бр. 1, "Шур"
- Азербејџан Мугам за оркестар бр. 2, "Курд Овсхари"
- Азербејџанско-симфонијска свита, за оркестар
- Балада за клавир
- Берцеусе
- Гулистан Бајати Шираз, симфонијски мугам
- Ђулистан Бајати Шираз, за оркестар
- Хумореска, за клавир
- Кор Араб
- Курд Овшари, симфонијски мугам Курд Овшари-Азербејџан Мугам бр. 2
- Успаванка, за клавир
- Лирски плес, за клавир
- Минијатуре (12), за гитару
- Низами, за камерни оркестар
- Ноктурно за флауту и клавир
- Ноктурно за клавир
- Концерт за клавир по арапским темама
- Комади (6) за флауту и клавир
- Сени Арарам, за клавир
- Севил, опера
- Шур-Азербејџан Мугам бр.1
- Песма о Ашугу
- Симфонијски плесови, за оркестар
- Симфонија за гудачки оркестар
- Прича о Насимију
- Токата за клавир
- Валцер за клавир

## Комеморација
Генерални конзулат Азербејџана у Лос Анђелесу био је 13. јануара 2017. године домаћин догађаја посвећеног познатом азербејџанском композитору Фикрету Амирову (1922–84). Догађају су присуствовали чланови Фондације „Сачувај срце“ светски познатог медицинског центра Цедарс-Синаи из Лос Анђелеса. У оквиру манифестације приказан је композиторов балет „1001 ноћ“.
Дана 25. новембра 2014. године у Баку центру Хеидар Алииев у Бакуу одржан је још један догађај у знак сећања на Фикрета Амирова. Током манифестације представљена је књига под називом 'Фикрет Амиров' која је настала на основу приватне архиве композитора. Програм манифестације чинила су дела Фикрета Амирова у извођењу Државног камерног оркестра Азербејџана по имену Гара Гарајева. Оркестром ће дириговати уметнички директор, шеф-диригент, Народни уметник Азербејџана Тејмур Гојчајев.
У Бакуу у Алеји части одржан је догађај 22. новембра 2014. Манифестација је била посвећена 93. годишњици рођења изузетног азербејџанског композитора, зачетника жанра симфонијског мугама у светској музици Фикрета Амирова.

## Почасти и награде
- Стаљинова награда (1949)
- Државна награда СССР-а (1980)
- Народни уметник Азербејџанске ССР (1958)
- Народни уметник СССР (1965) [1]
- Херој социјалистичког рада (1982)
- Два ордена Лењина (1959, 1982)
- Орден Црвене заставе рада, два пута (1967, 1971)
- Државна награда Азербејџанске ССР (1974) [12]
- Награда Лењинског комсомола Азербејџанске ССР (1967)